# Międzynarodowy Dzień Matki Ziemi
Międzynarodowy Dzień Matki Ziemi (ang. International Mother Earth Day) – święto obchodzone corocznie 22 kwietnia, ustanowione przez Zgromadzenie Ogólne ONZ w 2009 roku rezolucją A/RES/63/278 z inicjatywy Boliwii, ogłoszone światu przez jej prezydenta Evo Moralesa Ayma. 

## Historia
26 lutego 1971, ówczesny Sekretarz Generalny ONZ, U Thant podpisał proklamację, w której wyznaczył równonoc wiosenną jako moment, w którym Narody Zjednoczone obchodzą Dzień Ziemi. Z inicjatywą obchodów wystąpił w 1969 roku amerykański ekolog John McConnell (ur. 1915) na konferencji UNESCO dotyczącej środowiska naturalnego. Pierwsze obchody ogłoszone zostały 21 marca 1970 przez burmistrza San Francisco, Josepha Alioto. Tego samego roku 22 kwietnia senator Gaylord Nelson na konferencji w Seattle zaproponował ogólnonarodową demonstrację sprzeciwu przeciwko niszczeniu środowiska naturalnego i poparcia dla ruchów ekologicznych. Akcję nazwano również Dniem Ziemi.
Z kolejną inicjatywą międzynarodowych obchodów w ramach ONZ, aby poszerzyć grono uczestników, wystąpił lider Ruchu na rzecz Socjalizmu i prezydent Boliwii Evo Moralesa Ayma. 

Rezolucja Zgromadzenia Ogólnego ONZ z 22 kwietnia 2009 roku uznała, że "Ziemia i jej ekosystemy są naszym domem", i że ustanowienie Dnia jest "niezbędne w celu promowania harmonii z naturą i Ziemią". Termin "Matka Ziemia" został użyty, ponieważ "odzwierciedla współzależność, która istnieje między ludźmi a innymi żywymi gatunkami wspólnie zamieszkującymi na planecie". Uznana została również zbiorowa odpowiedzialność za planetę, do której wezwano narody na Szczycie Ziemi w 1992 (Deklaracja z Rio). Celem Dnia jest promowanie harmonii z naturą i Ziemią w celu osiągnięcia sprawiedliwej równowagi pomiędzy gospodarczymi, społecznymi i środowiskowymi potrzebami obecnych i przyszłych pokoleń ludzkości.

## Obchody
Pierwsze obchody w ramach ONZ, już w nowym terminie odbyły się 22 kwietnia 2010 roku. Wspomaga je Program Narodów Zjednoczonych ds. Rozwoju (UNDP), który działa na rzecz poprawy jakości życia lokalnych rolników poprzez promowanie zrównoważonego rolnictwa z uwzględnieniem wspomnianego dobra przyszłych pokoleń. Zgromadzenie wezwało państwa członkowskie, organizacje wyspecjalizowane ONZ, międzynarodowe, regionalne i pozarządowe oraz społeczeństwo obywatelskie do obchodów tego Dnia. 
Obchody stanowią okazję do podniesienia na całym świecie świadomości społecznej na stawiane wyzwania w zakresie dobrobytu planety i całego życia na niej, mając na uwadze m.in. ochronę klimatu i jej zrównoważony rozwój, gdyż konsekwencją niegospodarności społeczeństw i nadmiernej eksploatacji planety jest degradacja ekosystemów.
Sekretarz generalny Organizacji Narodów Zjednoczonych Ban Ki-moon tak zakończył swoje 1. przesłanie w 2010 roku do państw członkowskich:
Wzywam rządy, przedstawicieli biznesu i wszystkich obywateli świata do okazania należnego szacunku Matce Ziemi oraz do dbania o nią w sposób, na jaki zasługuje.